# Джулиано Джема
Джулиано Джема (на италиански: Giuliano Gemma, използвал и сценичното име Монтгомъри Ууд) е италиански актьор. Като дете намира бомба в тревата, оставена след края на Втората световна война, която избухва и оставя видими белези по лицето му.

## Биография
В началото започва своята кариера като каскадьор, но по-късно участва в уестърни, които му носят и голямата популярност. В България е известен предимно с филмите си „Сбогом, гринго" и „Един пробит долар". Другото негово занимание е на скулптор. Дъщеря му Вера Джема също е актриса.
На 1 октомври 2013 г. умира при автомобилна катастрофа край Черветери. Синът му също е ранен.

## Избрана филмография
| година | филм                          | оригинално заглавие           | роля                  | режисьор         |
| ------ | ----------------------------- | ----------------------------- | --------------------- | ---------------- |
| 1958   | Венеция, луната и ти          | Venezia, la luna e tu         | Брандо                | Дино Ризи        |
| 1959   | Такива, каквито сме           | Arrangiatevi!                 | Боксьор               | Мауро Болонини   |
| 1963   | Гепардът                      | Il gattopardo                 | Гарибалдийски генерал | Лукино Висконти  |
| 1965   | Един пробит долар             | Un dollaro bucato             | Гари О'Хара           | Джорджо Ферони   |
| 1965   | Сбогом, гринго                | Adiós gringo                  | Брент Ландерс         | Джорджо Стеяни   |
| 1976   | Татарската пустиня            | Il deserto dei Tartari        | майор Матис           | Валерио Дзурлини |
| 1979   | Един мъж на колене            | Un uomo in ginocchio          | Нино Пералта          | Дамяно Дамяни    |
| 1985   | Текс и властелинът на вулкана | Tex e il signore degli abissi | Текс Уилър            | Дучо Тесари      |
| 2006   | Разследването                 | L'inchiesta                   | Сауло                 | Джулио Базе      |

- Рали (Rally) – TV сериал (1988)